# Жаґадананда Рой
Жаґадананда Рой (бенг. জগদানন্দ রায; 1869—1933) — видатний бенгальський письменник, представник бенгальської наукової фантастики. Його роботи були написані, в основному, для підлітків.
Народився в аристократичній родині у місті Крішнанагар. Навчався в місіонерській школі, писав науково-популярні статті. Він познайомився з Рабіндранатом Тагором, який був редактором журналу «Садхана». Рой був небагатою людиною. Спочатку він працював у маєтку Тагора, згодом почав викладати в університеті Вісва Бхараті, що був заснований Рабіндранатом Тагором. Після виходу на пенсію давав приватні уроки з математики.
Він написав багато науково-популярних книг, в тому числі такі, як «Prakrtiki Paricay», «Vijnanacarya Jagadis Basur Abiskar», «Vaijnaniki», «Prakrtiki», «Jnanasopan», «Grahanaksatra», «Pokamakad» (про комах), «Vijnaner Galpa», «Gachpala», «Маха-byang-живиця», «шабда», «Pakhi» (про птахів), «Naksatracena» (про зорі).
Рой опублікував науково-фантастичну книгу «Shukra Bhraman» («Подорож до Венери») в 1879 році, хоча, ймовірно, написав її в 1857 році. В ній описав подорож до Венери]] і вигадані іншопланетні істоти на Урані. Його гуманоїдні прибульці нагадували мавп, з густою чорною шерстю, великими головами і довгими нігтями. Ця науково-фантастичний твір був написаний приблизно на десять років раніше ніж дещо схожий твір Герберта Уеллса «Війна світів» (1889).